# Scheinkastanien
Die Scheinkastanien (Castanopsis) sind eine Pflanzengattung in der Unterfamilie Quercoideae innerhalb der Familie der Buchengewächse (Fagaceae). Die etwa 140 Arten sind im tropischen und subtropischen Asien verbreitet. Früher zu dieser Gattung gezählte amerikanische Arten werden aktuell anderen Gattungen zugeordnet.

## Beschreibung

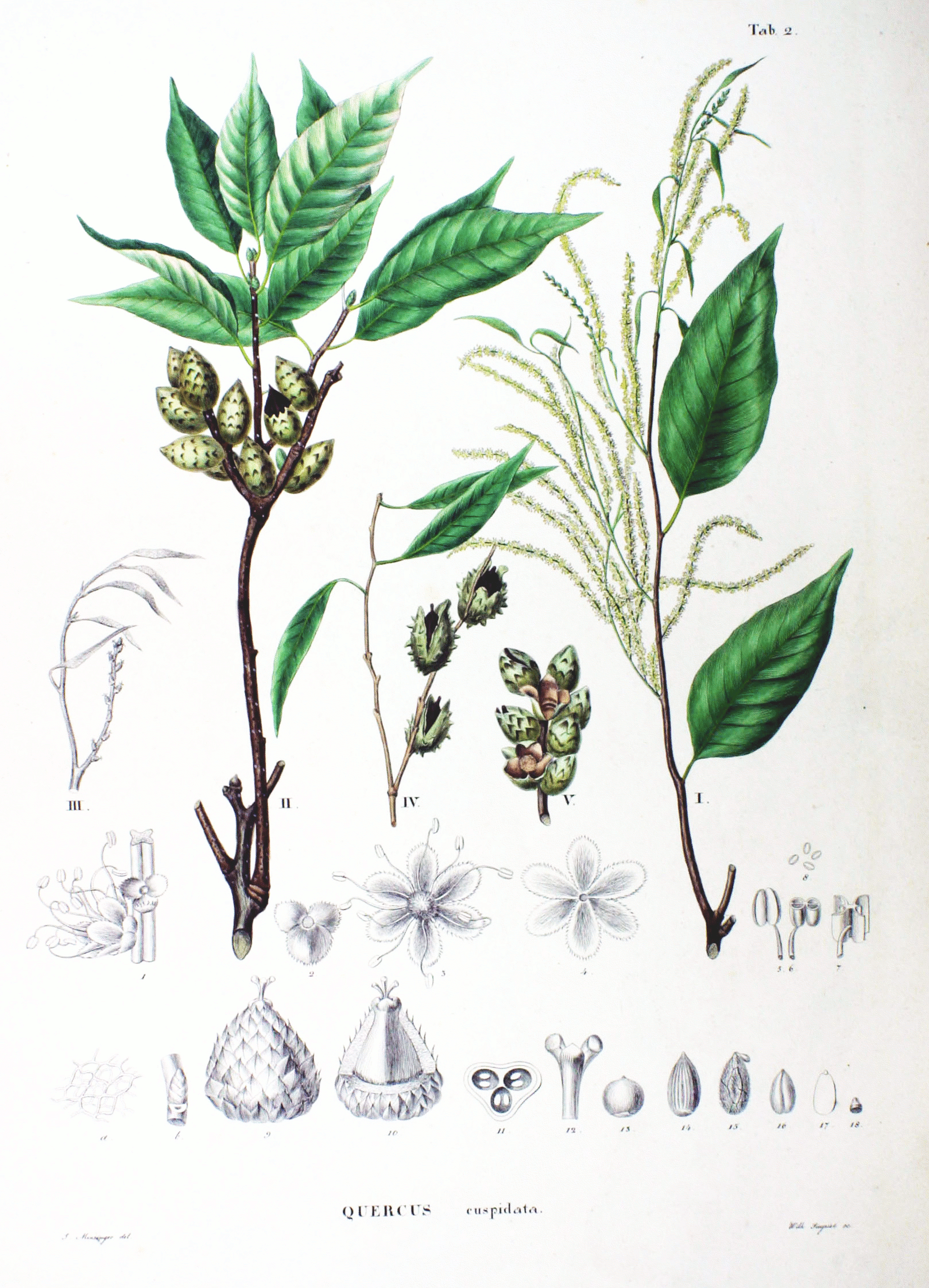
Illustration von Castanopsis cuspidata aus Flora Japonica, 1870

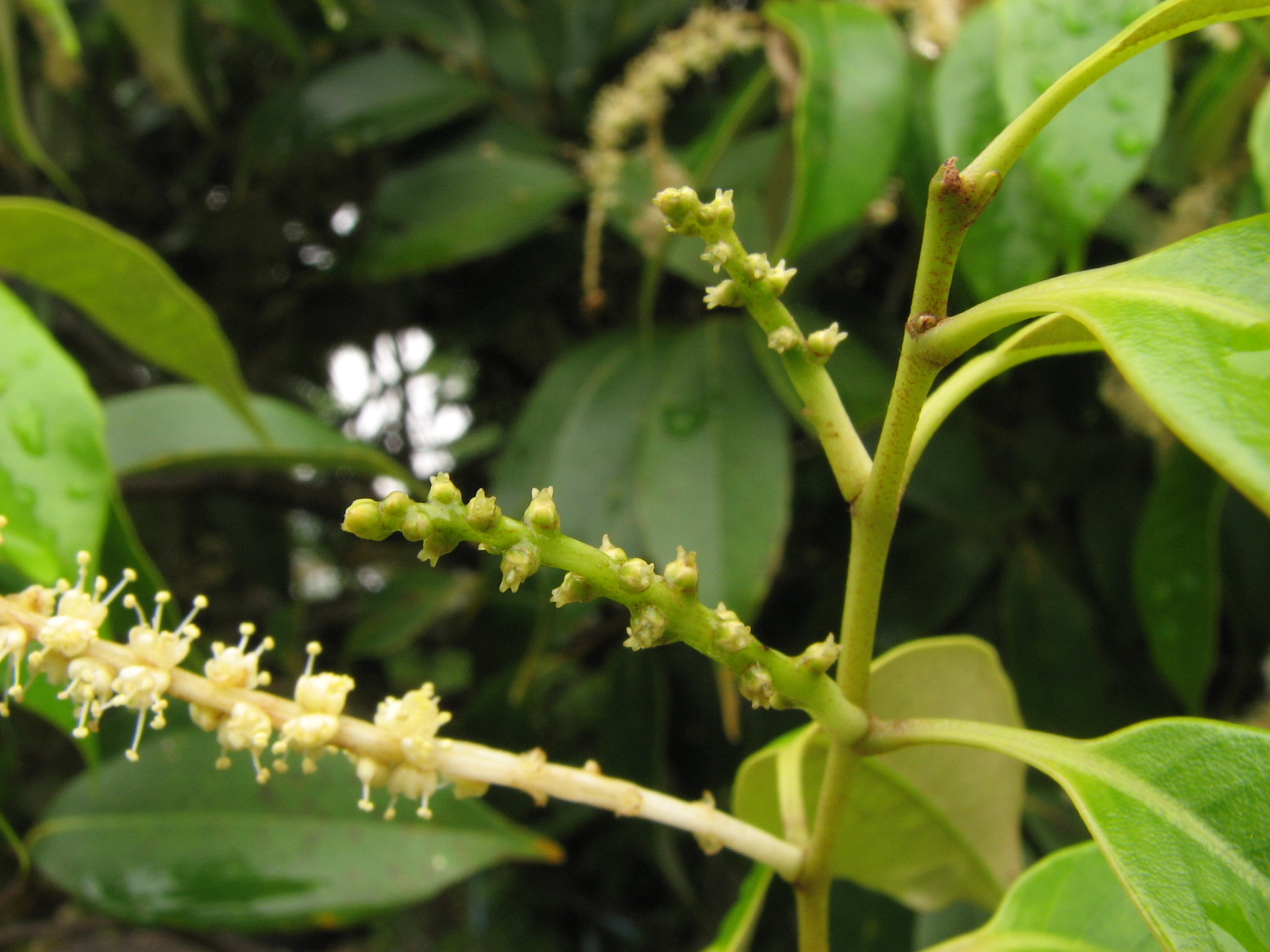
Blütenstände von Castanopsis sieboldii

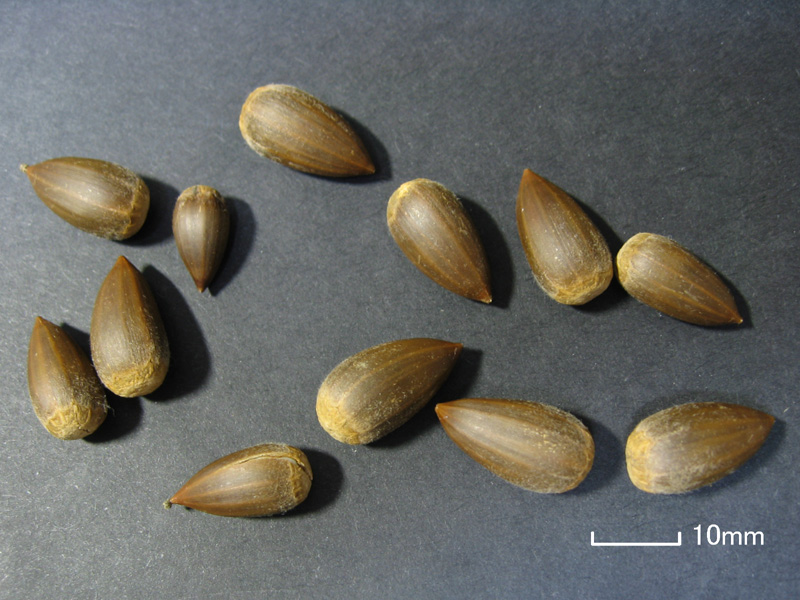
Nussfrüchte von Castanopsis sieboldii

### Erscheinungsbild und Blätter
Die Castanopsis-Arten wachsen als immergrüne Bäume oder selten große Sträucher. Die Rinde der Zweige ist anfangs dicht gelblich-braun flaumig behaart (Indument). Die eiförmigen bis ellipsoiden Winterknospen besitzen gegenständige, eiförmige bis linalische Knospenschuppen.
Die Laubblätter sind wechselständig und zweizeilig, bei einigen Arten auch spiralig angeordnet. Der Blattrand ist ganz oder gesägt, selten gelappt. Es sind extrapetiolare Nebenblätter vorhanden.

### Blütenstände, Blüten und Früchte
Castanopsis-Arten sind einhäusig gemischtgeschlechtig (monözisch). Die immer aufrechten, oft rispigen, manchmal ährigen, einfachen Blütenstände, die hier Kätzchen genannt werden, sind gewöhnlich eingeschlechtig.
Behaarte Tragblätter (Brakteen) bedecken je nach Art mehr oder weniger dicht die Fruchtbecher und können stachelartig, selten schuppenartig oder warzig sein. Die männlichen Blüten stehen zu drei bis sieben gruppiert, selten auch einzeln. In männlichen Blüten sind selten acht, meist neun bis zwölf Staubblätter und fünf oder sechs, selten bis zu acht Blütenhüllblätter vorhanden; der rudimentäre Stempel (Pistillode) ist sehr klein sowie dicht mit wolligen Haaren bedeckt. Die weiblichen Blüten stehen einzeln oder gruppiert zu drei bis fünf, bisweilen auch bis sieben. Die weiblichen Blüten besitzen gleich viele, ähnliche Blütenhüllblätter wie die männlichen Blüten. Wenn in den weiblichen Blüten Staminodien vorhanden sind, dann sind sie klein. Die meist drei (zwei bis vier) Fruchtblätter bilden einen meist dreikammerigen Fruchtknoten. Die meist drei (zwei bis fünf) Griffel enden in je einer kleinen, kopfigen Narbe oder es sind flache Terminalporen vorhanden.
Die radiärsymmetrischen oder zygomorphen Achsenbecher, auch Fruchtbecher oder Cupula genannt, stehen einzeln oder zu mehreren auf der teils holzigen Blütenstandsrhachis, bleiben selten geschlossen und umhüllen die Nüsse vollständig oder teilweise. Jeder Fruchtbecher enthält ein bis mehr als vier, kahle bis behaarte, holzige, knochige Nüsse mit Griffel-, Perianthresten auf dem „Umbo“ (Spitzchen), die meist zwei Jahre, selten ein Jahr Reifezeit benötigen. Die mehr oder weniger große Narbe (Hilum) ist kahl und rau. Die Nüsse liegen meist frei in der Cupula.

## Systematik und Verbreitung
David Don veröffentlichte 1825 den Namen Castanopsis innerhalb der Gattung Quercus ohne Rang in Prodromus Florae Nepalensis, 56. Im Rang einer Gattung wurde Castanopsis 25. Dezember 1841 durch Spach in Histoire Naturelle des Végétaux. Phanérogames, 11, S. 142, 185 veröffentlicht. Typusart ist Castanopsis armata (Roxb.) Spach. Synonyme für Castanopsis (D.Don) Spach sind: Balanoplis Raf., Callaeocarpus Miq., Chlamydobalanus (Endl.) Koidz., Pasaniopsis Kudô, Shiia Makino.
Die relativ artenreiche Gattung Castanopsis ist vom subtropischen bis tropischen Asien verbreitet. In China gibt es fast 60 Arten, 30 Arten davon kommen ausschließlich dort vor; einige chinesische Arten sind Endemiten in relativ kleinen Arealen. In Thailand kommen etwa 33 Arten vor.
Es gibt etwa 140 Castanopsis-Arten:

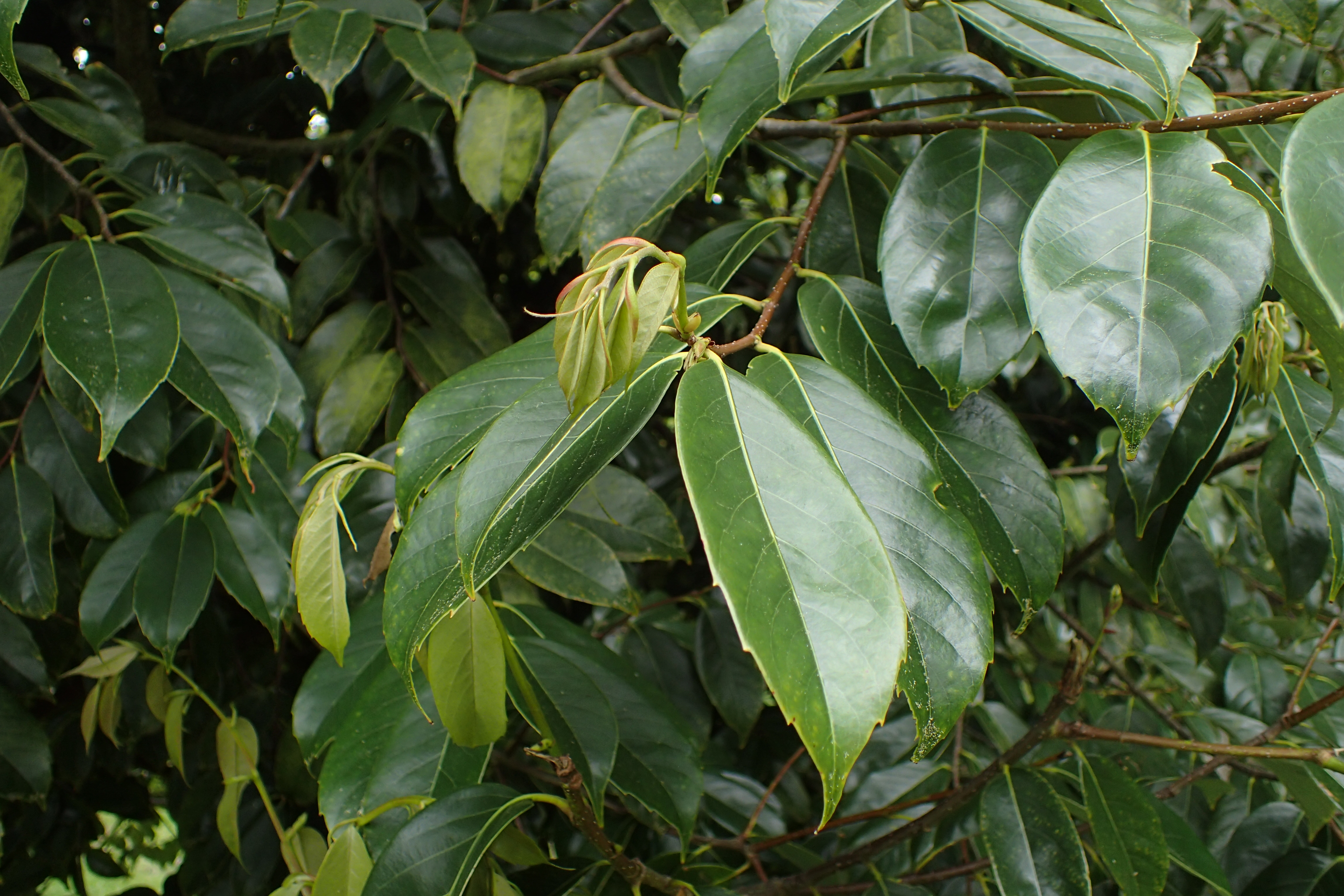
Castanopsis carlesii

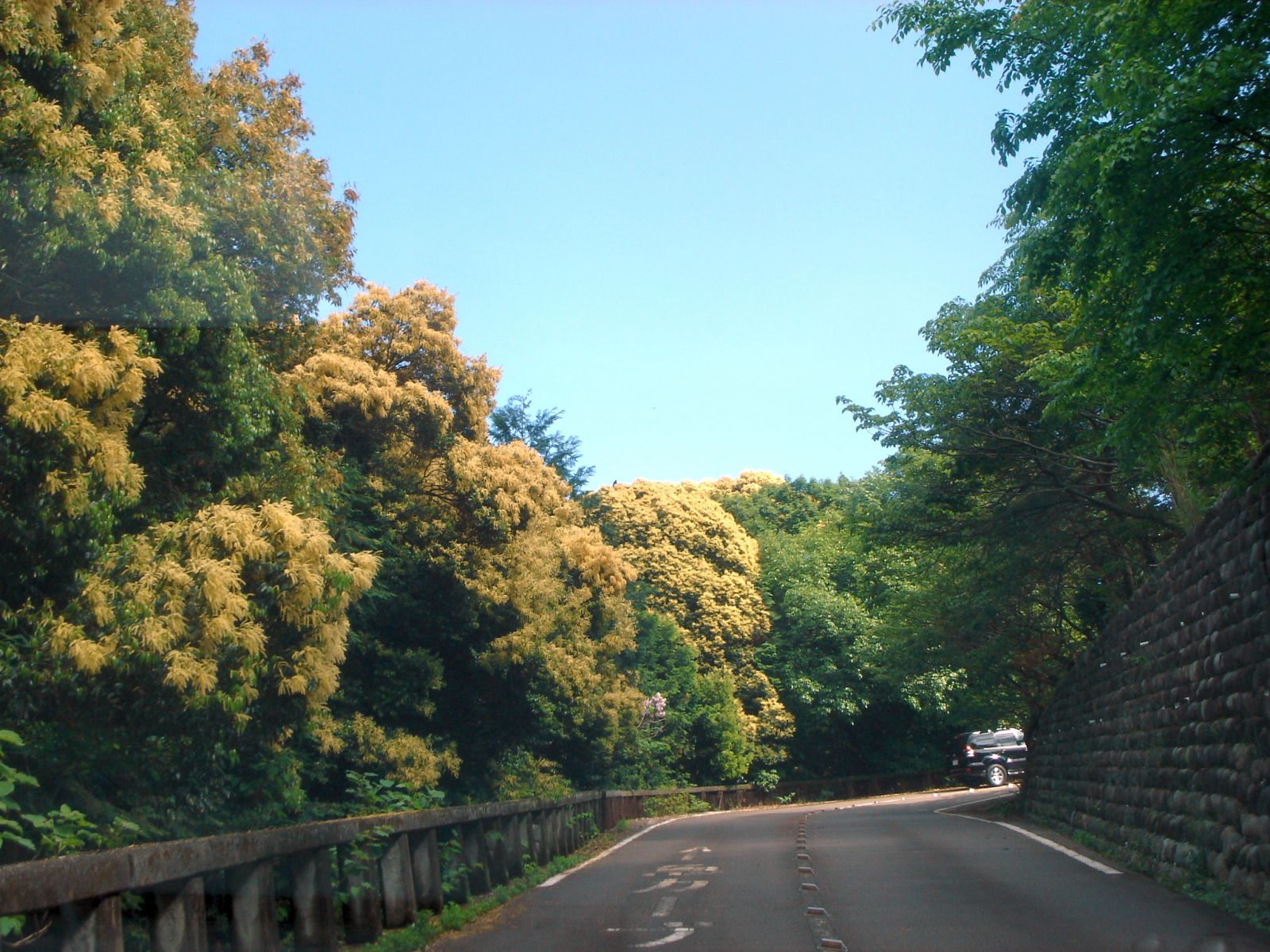
Habitus und Blütenstände von Castanopsis cuspidata

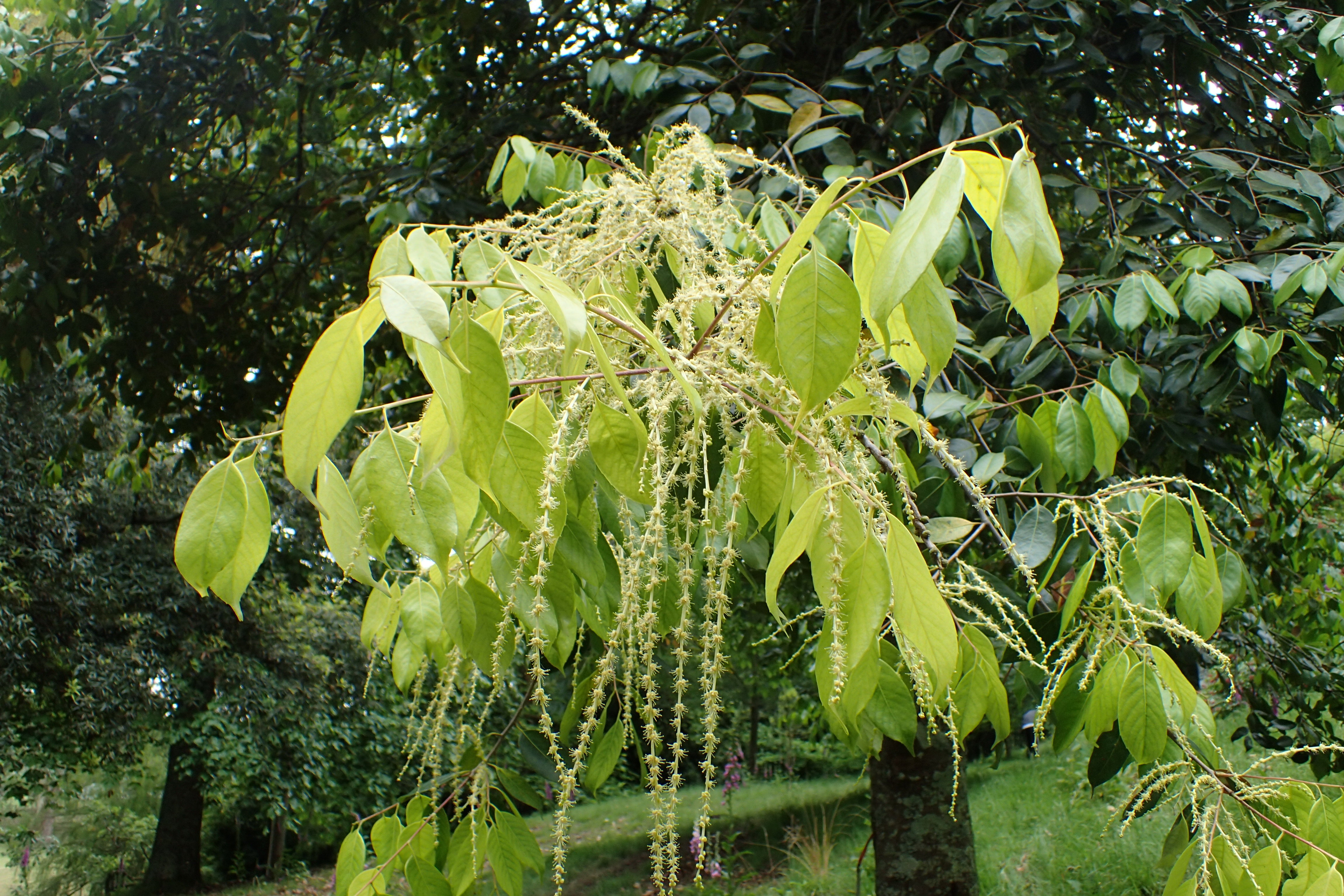
Castanopsis eyrei

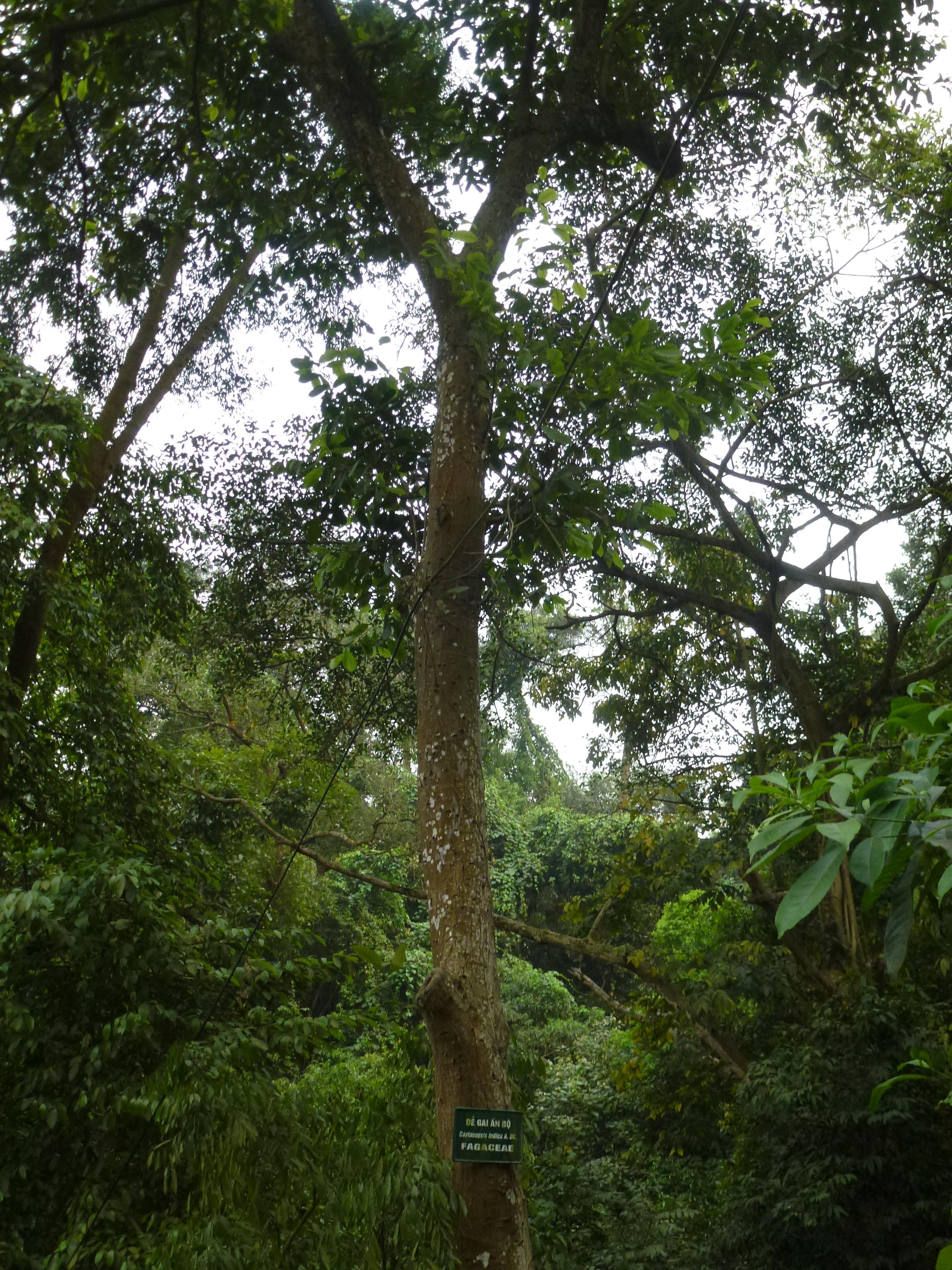
Habitus und Stamm von Castanopsis indica

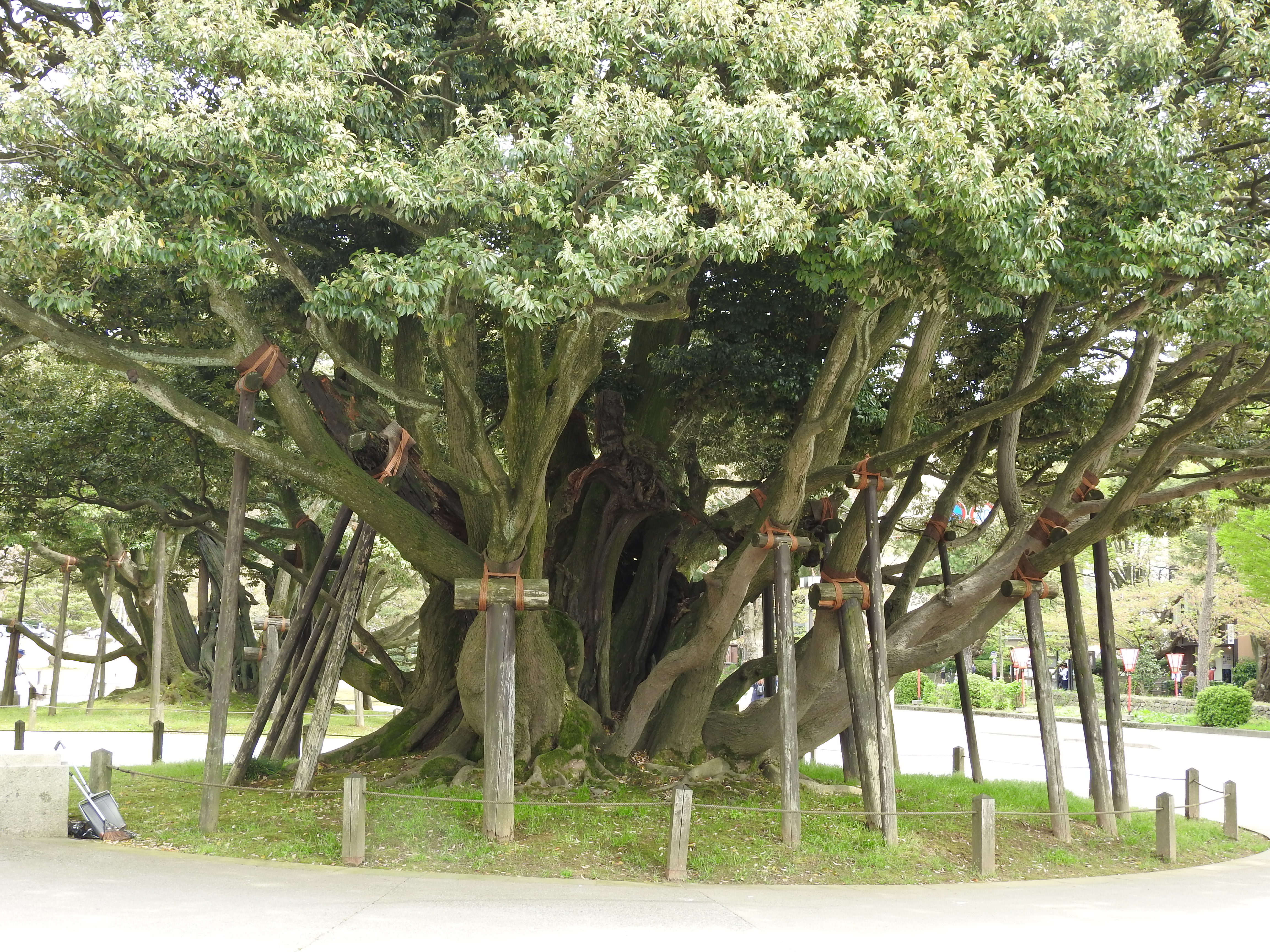
Castanopsis sieboldiana

- Castanopsis acuminatissima (Blume) A.DC.: Sie ist im tropischen Asien verbreitet.[6]
- Castanopsis amabilis W.C.Cheng & C.S.Chao: Dieser Endemit gedeiht in Lorbeerwäldern in Höhenlagen von 300 bis 900 Metern nur im südwestlichen Teil des chinesischen Autonomen Gebiets Guangxi.[1]
- Castanopsis annamensis Hickel & A.Camus: Sie kommt in Vietnam vor.[6]
- Castanopsis argentea (Blume) A.DC.: Sie ist von Indien bis ins westliche Malesien verbreitet.[6]
- Castanopsis argyrophylla King ex Hook.f.: Sie ist vom nordöstlichen Indien über Laos, Myanmar, Thailand bis Vietnam und ins südlichen Yunnan verbreitet.[1]
- Castanopsis arietina Hickel & A.Camus: Sie kommt in Vietnam vor.[6]
- Castanopsis armata (Roxb.) Spach: Sie ist von Arunachal Pradesh bis Nepal, Myanmar und Thailand vor.[6]
- Castanopsis birmanica A.Camus: Sie kommt in Myanmar vor.[6]
- Castanopsis boisii Hickel & A.Camus: Sie ist vom nordöstlichen Vietnam bis zu den chinesischen Provinzen Guangdong, Hainan, südwestliches Guangxi sowie südöstliches Yunnan verbreitet.[1]
- Castanopsis borneensis King: Sie kommt auf Borneo vor.[6]
- Castanopsis brevispinula Hickel & A.Camus: Sie kommt vom nördlichen Thailand bis Laos vor.[6]
- Castanopsis buruana Miq.: Sie kommt nördlichen Borneo, Sulawesi und Maluku vor.[6]
- Castanopsis calathiformis (Skan) Rehder & E.H.Wilson: Sie ist von Myanmar, Laos, nördlichen Thailand über das südöstliche Tibet und südliche Yunnan bis ins nördliche Vietnam verbreitet.[1]
- Castanopsis cambodiana A.Chev.: Sie kommt nur in Kambodscha vor.[6]
- Castanopsis carlesii (Hemsl.) Hayata: Die zwei Varietäten sind in China und Taiwan weitverbreitet.[1]
- Castanopsis castanicarpa (Roxb.) Spach: Sie kommt in Bangladesch sowie Myanmar vor.[6]
- Castanopsis catappifolia King ex Hook. f.: Dieser Endemit kommt nur in Perak (Gaping) auf der Malaiischen Halbinsel vor.[6]
- Castanopsis ceratacantha Rehder & E.H.Wilson: Sie ist von Laos, nordöstlichen Thailand und Vietnam bis zu den chinesischen Provinzen Guizhou, Hubei, südwestliches Sichuan sowie Yunnan verbreitet.[1]
- Castanopsis cerebrina (Hickel & A.Camus) Barnett: Sie ist im nördlichen Thailand, nördlichen Vietnam sowie südöstlichen Yunnan verbreitet.[1]
- Castanopsis chapaensis Luong: Sie kommt in Vietnam vor.[6]
- Castanopsis chevalieri Hickel & A.Camus: Sie kommt in Vietnam vor.[6]
- Castanopsis chinensis (Spreng.) Hance (Syn.: Castanopsis qiongbeiensis G.A.Fu, Castanopsis qingbeiensis G.A.Fu nom. inval., Castanopsis remotiserrata Hu, Castanopsis sinensis A.Chev. nom. illeg.): Sie ist in Vietnam und in den chinesischen Provinzen Guangdong, Guangxi, Hunan, südwestliches Guizhou sowie südöstliches Yunnan verbreitet.[1]
- Castanopsis choboensis Hickel & A.Camus: Sie ist im nordöstlichen Vietnam und in den chinesischen Provinzen westliches Guangxi, südliches Guizhou sowie südöstliches Yunnan verbreitet.[1]
- Castanopsis chunii W.C.Cheng: Sie gedeiht in Wäldern in Höhenlagen von 1000 bis 2000 Metern in den chinesischen Provinzen nördliches Guangdong, nordöstliches Guangxi, südöstliches Guizhou, südliches Hunan sowie südliches Jiangxi.[1]
- Castanopsis clarkei King ex Hook. f.: Sie ist vom nordöstlichen Indien über das nordöstliche Myanmar, südöstliche Tibet (nur Mêdog Xian) bis ins südliche Yunnan verbreitet.[1]
- Castanopsis clemensii Soepadmo: Dieser Endemit kommt nur in Sabah vor.[6]
- Castanopsis concinna (Champ. ex Benth.) A.DC.: Sie gedeiht in Lorbeerwäldern in Höhenlagen unterhalb von 500 Metern in den chinesischen Provinzen südliches Guangdong sowie südliches Guangxi.[1]
- Castanopsis costata (Blume) A.DC.: Sie ist von Thailand bis ins westliche Malesien verbreitet.[6]
- Castanopsis crassifolia Hickel & A.Camus: Sie ist im nördlichen Thailand, nordöstlichen Vietnam und südwestlichen Guangxi verbreitet.[1]
- Castanopsis curtisii King: Sie kommt auf der Malaiischen Halbinsel vor.[6]
- Castanopsis cuspidata (Thunb.) Schottky: Sie kommt im zentralen sowie südlichen Japan und in Südkorea nur in Jeju-do vor.[6]
- Castanopsis damingshanensis S.L.Mo ex C.C.Huang & Y.T.Chang: Dieser Endemit gedeiht in Lorbeerwäldern in Höhenlagen von 1100 bis 1400 nur im Daming Shan im zentralen Teil des chinesischen Autonomen Gebiets Guangxi.[1]
- Castanopsis delavayi Franch. (Syn.: Castanopsis tsaii Hu): Sie gedeiht in Wäldern in Höhenlagen von 1500 bis 2800 Metern in den chinesischen Provinzen Guangdong, Yunnan, südwestliches Guizhou sowie südwestliches Sichuan.[1]
- Castanopsis densinervia Soepadmo: Sie kommt nur im nördlichen Borneo vor.[6]
- Castanopsis densispinosa Y.C.Hsu & H.Wei Jen: Dieser Endemit gedeiht in Lorbeerwäldern in Höhenlagen von 1700 nur im Jinping Xian in der chinesischen Provinz Yunnan.[1]
- Castanopsis diversifolia (Kurz) King ex Hook. f.: Sie kommt in Thailand, Myanmar und Laos vor.
- Castanopsis dongchoensis Hickel & A.Camus: Sie kommt in Vietnam vor.[6]
- Castanopsis dongnaiensis Son & Ngoc: Die 2018 erstbeschriebene Art kommt in Vietnam vor.[6]
- Castanopsis echinocarpa Miq. (Syn.: Castanopsis tribuloides var. echinocarpa (Miq.) King ex Hook.f., Castanopsis echinocarpa var. seminuda W.C.Cheng & C.S.Chao, Castanopsis echidnocarpa A.DC. orth. var., Castanea echidnocarpa Hook.f. & Thomson ex A.DC., Castanopsis longispicata Hu): Sie ist vom nordöstlichen Indien über Bangladesch, Bhutan, Nepal, Myanmar, Thailand, Vietnam und das südöstliche Tibet bis ins südliche Yunnan weitverbreitet.[1]
- Castanopsis echinophora A.Camus: Sie kommt in Vietnam vor.[6]
- Castanopsis endertii Hatus. ex Soepadmo: Dieser Endemit kommt nur im nördlichen Kalimantan vor.[6]
- Castanopsis evansii Elmer: Sie kommt im nördlichen sowie östlichen Borneo und auf Palawan vor.[6]
- Castanopsis eyrei (Champ. ex Benth.) Hutch. (Syn.: Castanopsis asymmetrica H.Lév., Castanopsis brachyacantha Hayata, Castanopsis brachyacantha Hayata ex Koidz., Castanopsis caudata Franch., Castanopsis cavaleriei H.Lév., Castanopsis chingii A.Camus, Castanopsis eyrei var. brachyacantha (Hayata) C.F.Shen, Castanopsis incana A.Camus, Castanopsis neocavaleriei A.Camus, Castanopsis trinervis (H.Lév.) A.Camus): Sie gedeiht in Wäldern in Höhenlagen von 300 bis 1700 Metern in den chinesischen Provinzen Anhui, Fujian, Guangdong, Guangxi, Guizhou, Hubei, Hunan, Jiangsu, Jiangxi, Qinghai, Sichuan, Zhejiang sowie in Tibet und Taiwan.[1]
- Castanopsis faberi Hance (Syn.: Castanopsis brevispina Hayata, Castanopsis brevistella Hayata & Kaneh. ex A.Camus, Castanopsis hickelii A.Camus, Castanopsis kusanoi Hayata, Castanopsis matsudae Hayata ex A.Camus, Castanopsis ninbienensis Hickel & A.Camus, Castanopsis quangtriensis Hickel & A.Camus, Castanopsis sinsuiensis Kaneh., Castanopsis stellatospina Hayata, Castanopsis tenuispinula Hickel & A.Camus): Sie ist in Laos, Vietnam, Taiwan und in den chinesischen Provinzen Anhui, Fujian, Guangdong, Guangxi, Guizhou, Hunan, Jiangxi, Yunnan sowie Zhejiang verbreitet.[1]
- Castanopsis fargesii Franch. (Syn.: Castanopsis argyracantha A.Camus, Castanopsis cryptoneuron (H.Lév.) Rehder, Castanopsis taiwaniana Hayata): Sie gedeiht in Lorbeerwäldern in Höhenlagen von 200 bis 2100 Metern in Taiwan und in den chinesischen Provinzen Anhui, Fujian, Guangdong, Guangxi, Guizhou, Hubei, Hunan, Jiangsu, Jiangxi, Sichuan, Yunnan sowie Zhejiang.[1]
- Castanopsis ferox (Roxb.) Spach (Syn.: Castanopsis tribuloides var. ferox (Roxb.) King ex Hook.f.): Sie ist vom nordöstlichen Indien über Bangladesch, Sikkim, Laos, Myanmar, nördliche Thailand, Vietnam und das südöstliche Tibet bis zum südlichen sowie südwestlichen Yunnan verbreitet.[1]
- Castanopsis fissa (Champ. ex Benth.) Rehder & E.H.Wilson (Syn.: Castanopsis fissoides Chun & C.C.Huang, Castanopsis tunkinensis (Drake) Barnett non Seemen): Sie ist im nördlichen Thailand, nördlichen  Vietnam und in den chinesischen Provinzen Guangdong, Guangxi, Hainan, südliches Guizhou, südliches Fujian, südliches Hunan, südliches Jiangxi sowie südöstliches Yunnan verbreitet.[1]
- Castanopsis fleuryi Hickel & A.Camus (Syn.: Castanopsis microcarpa Hu): Sie kommt in Laos, Vietnam und im südlichen bis südwestlichen Yunnan vor.[1]
- Castanopsis fordii Hance: Sie ist im nördlichen Thailand und in den chinesischen Provinzen Guangdong, südliches Fujian, südöstliches Guangxi, südliches Hunan, südliches Jiangxi sowie südliches Zhejiang verbreitet.[6][1]
- Castanopsis formosana (Skan) Hayata (Syn.: Castanopsis tribuloides var. formosana Skan): Sie kommt in Vietnam, im südlichen Taiwan und in den chinesischen Provinzen Guangxi, Yunnan bis Hainan vor.[6][7]
- Castanopsis foxworthyi Schottky (Syn.: Castanopsis kinabaluensis A.Camus): Sie kommt auf der Malaiischen Halbinsel und im westlichen Borneo vor.[6]
- Castanopsis fulva Gamble: Sie ist im westlichen Malesien verbreitet.[6]
- Castanopsis gamblei Hickel & A.Camus: Sie ist von Laos bis zum nordwestlichen Vietnam verbreitet.[6]
- Castanopsis glabra Merr.: Dieser Endemit kommt nur auf Leyte vor.[6]
- Castanopsis glabrifolia J.Q.Li & Li Chen: Dieser Endemit gedeiht am Sandstrand nur in Wenchang in Hainan.[1]
- Castanopsis globigemmata Chun & C.C.Huang: Dieser Endemit gedeiht im Lorbeerwald in Höhenlagen von etwa 1400 Metern nur im autonomen Kreis Pingbian im südöstlichen Yunnan.[1]
- Castanopsis grandicicatricata N.H.Xia & D.H.Vuong: Sie wurde 2014 aus Vietnam erstbeschrieben.[6]
- Castanopsis griffithii A.Camus: Sie kommt in Myanmar vor.[6]
- Castanopsis guinieri A.Camus: Sie kommt in Vietnam vor.[6]
- Castanopsis hainanensis Merr.: Dieser Endemit gedeiht im Lorbeerwald in Höhenlagen unterhalb 400 Metern nur in Hainan.[1]
- Castanopsis harmandii Hickel & A.Camus: Sie kommt nur in Laos vor.[6]
- Castanopsis hsiensiui J.Q.Li & Li Chen (Syn.: Castanopsis hainanensis var. litoralis X.M.Chen & B.P.Yu): Dieser Endemit gedeiht am Sandstrand nur in Wenchang in Hainan.[1]
- Castanopsis hupehensis C.S.Chao: Sie gedeiht in Lorbeerwälder in Höhenlagen von 600 bis 1000 Metern in den chinesischen Provinzen nordöstliches Guizhou, westliches Hubei, nordwestliches Hunan sowie östliches Sichuan.[1]
- Castanopsis hypophoenicea (Seemen) Soepadmo: Sie kommt auf Borneo vor.[6]
- Castanopsis hystrix Hook.f. & Thomson ex A.DC (Syn.: Castanopsis bodinieri (H.Lév. & Vaniot) Koidz., Castanopsis lohfauensis Hu, Castanopsis tapuensis Hu): Sie ist vom nordöstlichen Indien, Sikkim, Nepal, Bhutan, Myanmar, Kambodscha, Laos, Vietnam, Thailand, Taiwan über das südöstliche Tibet (nur Mêdog Xian) und in den chinesischen Provinzen Guangdong, Guangxi, Guizhou, Hainan, südöstliches Fujian, südwestliches Hunan sowie südliches Yunnan verbreitet.[1]
- Castanopsis indica (Roxb. ex Lindl.) A.DC. (Syn.: Castanopsis macrostachya Hu, Castanopsis subacuminata Hayata): Sie ist vom nordöstlichen Indien, Bangladesch, Sikkim, Nepal, Myanmar, Laos, Thailand, Vietnam, Taiwan über das südöstliche Tibet (nur Mêdog Xian) und in den chinesischen Provinzen südliches Guangdong, südliches Guangxi, südliches Hainan sowie südliches Yunnan verbreitet.[6][1]
- Castanopsis inermis (Lindl.) Benth. & Hook.f. (Syn.: Castanopsis mitifica Hance, Castanopsis sumatrana (Miq.) A.DC.): Sie ist von Myanmar bis Sumatra und bis zu den Philippinen verbreitet.[6]
- Castanopsis javanica (Blume) A.DC. (Syn.: Castanopsis discocarpa (Hance) Hance, Castanopsis javanica var. montana (Blume) A.DC., Castanopsis lentiginosa E.F.Warb., Castanopsis penangensis A.Camus): Sie ist vom südlichen Thailand bis zum westlichen Malesien verbreitet.[6]
- Castanopsis jianfenglingensis Duanmu: Dieser Endemit gedeiht im Lorbeerwald in Höhenlagen von 500 bis 800 Metern nur im Dongfang Xian im südwestlichen Hainan.[1]
- Castanopsis jinpingensis J.Q.Li & Li Chen: Sie wurde 2010 aus Yunnan erstbeschrieben.[6]
- Castanopsis johorensis Soepadmo: Sie kommt in Johor und zentralen Sumatra vor.[6]
- Castanopsis jucunda Hance: Sie ist im südlichen China verbreitet.[6][7]
- Castanopsis kawakamii Hayata (Syn.: Castanopsis greenii Chun, Castanopsis oerstedii Hickel & A.Camus): Sie ist in Vietnam, im zentralen Taiwan und in den chinesischen Provinzen Guangdong, südöstliches Guangxi, südliches Fujian sowie südliches Jiangxi verbreitet.[1]
- Castanopsis kweichowensis Hu: Sie gedeiht in Lorbeerwäldern in Höhenlagen von 400 bis 800 Metern in den chinesischen Provinzen südliches Guizhou sowie nördliches Guangxi.[1]
- Castanopsis lamontii Hance (Syn.: Castanopsis goniacantha A.Camus, Castanopsis lamontii var. shanghangensis Q.F.Zheng, Castanopsis pachyrachis Hickel & A.Camus, Castanopsis robustispina Hu): Sie ist im nördlichen Vietnam und in den chinesischen Provinzen Guangdong, Guangxi, südliches Fujian, südliches Guizhou, südliches Hunan, südliches Jiangxi sowie südöstliches Yunnan verbreitet.[1]
- Castanopsis lanceifolia (Oerst.) Hickel & A.Camus (Syn.: Castanopsis kurzii (Hance) S.N.Biswas, Castanopsis roxburghiana S.N.Biswas nom. illeg.): Sie ist von Nepal bis Indochina verbreitet.[6]
- Castanopsis lecomtei Hickel & A.Camus: Sie kommt in Vietnam vor.[6]
- Castanopsis longipes A.Camus: Sie kommt in Vietnam vor.[6]
- Castanopsis longipetiolata Hickel & A.Camus: Sie kommt in Vietnam vor.[6]
- Castanopsis longispina (King ex Hook.f.) C.C.Huang & Y.T.Zhang (Syn.: Castanopsis ferox var. longispina (King ex Hook.f.) A.Camus, Castanopsis tribuloides var. longispina King ex Hook.f.): Sie ist vom nordöstlichen Indien über Bangladesch, Sikkim und Myanmar bis zum südöstlichen Tibet (nur Mêdog Xian) verbreitet.[1]
- Lithocarpus longzhouicus (C.C.Huang & Y.T.Chang) J.Q.Li & Li Chen (Syn.: Castanopsis longzhouica C.C.Huang & Y.T.Chang): Dieser Endemit gedeiht im Lorbeerwald in Höhenlagen von 400 bis 600 Metern nur im Longzhou Xian in Guangxi.[6][1]
- Castanopsis lucida (Nees) Soepadmo: Sie ist auf dem Malaiischen Archipel und in Kalimantan verbreitet.[6]
- Castanopsis malaccensis Gamble: Sie ist von der Thailändischen Halbinsel bis Sumatra verbreitet.[6]
- Castanopsis malipoensis C.C.Huang ex J.Q.Li & Li Chen: Sie wurde 2010 aus Yunnan erstbeschrieben.[6]
- Castanopsis megacarpa Gamble: Sie ist von der Thailändischen Halbinsel über den Malaiischen Archipel bis Borneo verbreitet.[6]
- Castanopsis megaphylla Hu: Dieser Endemit gedeiht im Lorbeerwald in Höhenlagen von 1100 bis 1500 Metern nur im autonomen Kreis Pingbian der Miao im südöstlichen Yunnan.[1]
- Castanopsis mekongensis A.Camus (Syn.: Castanopsis fohaiensis Hu, Castanopsis lantsangensis Hu, Castanopsis wangii Hu & W.C.Cheng): Sie kommt in Laos und vom südlichen bis südöstlichen Yunnan vor.[1]
- Castanopsis microphylla Soepadmo: Sie kommt auf Borneo vor.[6]
- Castanopsis motleyana King (Syn.: Castanopsis pearsonii Merr.): Sie ist auf Borneo und den Philippinen verbreitet.[6]
- Castanopsis multiporcata N.H.Xia & D.H.Vuong: Sie wurde 2014 aus Vietnam erstbeschrieben.[6]
- Castanopsis namdinhensis Hickel & A.Camus: Sie ist in Indochina verbreitet.[6]
- Castanopsis nephelioides King ex Hook.f.: Sie ist von Thailand bis zum Malaiischen Archipel verbreitet.[6]
- Castanopsis nhatrangensis Hickel & A.Camus: Sie kommt in Vietnam vor.[6]
- Castanopsis nigrescens Chun & C.C.Huang: Sie gedeiht in Wäldern in Höhenlagen von 200 bis 1000 Metern in den chinesischen Provinzen Guangdong, Jiangxi, südliches Fujian, südliches Guangxi sowie südliches Hunan.[1]
- Castanopsis ninhhoensis Hickel & A.Camus: Sie kommt in Vietnam vor.[6]
- Castanopsis oblonga Y.C.Hsu & H.Wei Jen: Dieser Endemit gedeiht im Lorbeerwald in Höhenlagen von etwa 2000 Metern im autonomen Kreis Yuanjiang der Hani im südöstlichen Yunnan.[1]
- Castanopsis oleifera G.A.Fu: Sie wurde 2001 aus Hainan erstbeschrieben und 2011 validiert.[1][8]
- Castanopsis oligoneura Soepadmo: Es ist ein Endemit in Sabah.[6]
- Castanopsis orthacantha Franch. (Syn.: Castanopsis concolor Rehder & E.H.Wilson, Castanopsis mianningensis Hu, Castanopsis tenuinervis A.Camus, Castanopsis yanshanensis Hu): Sie gedeiht in Wäldern in Höhenlagen von 1500 bis 3200 Metern in den chinesischen Provinzen Yunnan, westliches Guizhou sowie südwestliches Sichuan.[1]
- Castanopsis ouonbiensis Hickel & A.Camus: Sie kommt im nördlichen Vietnam und im südöstlichen Yunnan vor.[1]
- Castanopsis oviformis Soepadmo: Sie kommt in Borneo vor.[6]
- Castanopsis pathakii Shankh.Mitra, Ranjan & D.Maity: Die 2019 erstbeschriebene Art kommt in Indien im Bundesstaat Arunachal Pradesh vor.[6]
- Castanopsis paucispina Soepadmo: Sie kommt nur im westlichen Borneo vor.[6]
- Castanopsis pedunculata Soepadmo: Sie kommt nur im nördlichen Borneo vor.[6]
- Castanopsis philipensis (Blanco) Vidal: Sie kommt auf den Philippinen vor.[6]
- Castanopsis phuthoensis Luong: Sie kommt in Vietnam vor.[6]
- Castanopsis pierrei Hance: Sie ist in Indochina verbreitet.[6]
- Castanopsis piriformis Hickel & A.Camus: Sie ist in Indochina verbreitet.[6]
- Castanopsis platyacantha Rehder & E.H.Wilson: Sie gedeiht in Lorbeerwäldern in Höhenlagen von 1500 bis 2500 Metern in den chinesischen Provinzen Sichuan, nordwestliches Guizhou sowie nordöstliches Yunnan.[1]
- Castanopsis poilanei Hickel & A.Camus: Sie kommt in Vietnam vor.[6]
- Castanopsis pseudohystrix Phengklai: Sie kommt in Thailand vor.[6]
- Castanopsis psilophylla Soepadmo: Sie kommt auf Borneo und Palawan vor.[6]
- Castanopsis purpurea Barnett: Sie kommt in Höhenlagen von 50 bis 1300 Metern nur in Thailand vor.
- Castanopsis purpurella (Miq.) N.P.Balakr.: Sie ist von Nepal über Thailand bis Taiwan verbreitet.[6]
- Castanopsis remotidenticulata Hu: Sie gedeiht in Lorbeerwäldern in Höhenlagen von 1000 bis 2200 Metern vom zentralen bis südöstlichen Yunnan.[1]
- Castanopsis rhamnifolia (Miq.) A.DC.: Sie ist von Myanmar über Thailand bis Sumatra verbreitet.[6]
- Castanopsis ridleyi Gamble: Sie ist auf der Malaiischen Halbinsel verbreitet.[6]
- Castanopsis rockii A.Camus (Syn.: Castanopsis lunglingensis Hu): Sie kommt in Thailand, Vietnam und im südlichen sowie westlichen Yunnan vor.[6][1]
- Castanopsis rufotomentosa Hu: Dieser Endemit gedeiht im Lorbeerwald in Höhenlagen von etwa 1300 Metern nur im Xichou Xian im südöstlichen Yunnan.[1]
- Castanopsis schefferiana Hance (Syn.: Castanopsis andersonii Gamble): Sie ist von Thailand bis zum nordöstlichen Sumatra verbreitet.[6]
- Castanopsis sclerophylla (Lindl. & Paxton) Schottky (Syn.: Castanopsis chinensis (Abel) Schottky nom. illeg.): Sie gedeiht in Lorbeerwäldern in Höhenlagen von 200 bis 1000 Metern in den chinesischen Provinzen Anhui, Fujian, Guangxi, Hubei, Hunan, Jiangsu, Jiangxi, Zhejiang, nordöstlichen Guizhou sowie östlichen Sichuan[1]
- Castanopsis scortechinii Gamble: Sie ist auf der Malaiischen Halbinsel verbreitet.[6]
- Castanopsis selangorensis A.Camus: Sie ist auf der Malaiischen Halbinsel verbreitet.[6]
- Castanopsis semifabri X.M.Chen & B.P.Yu (Syn.: Castanopsis ledongensis C.C.Huang & Y.T.Chang, Castanopsis wuzhishangensis G.A.Fu): Dieser Endemit gedeiht im Lorbeerwald in einer Höhenlage von etwa 800 Metern nur im Ledong Xian in Hainan.[6][7][1]
- Castanopsis siamensis Duanmu: Sie kommt im nördlichen Thailand vor.[6]
- Castanopsis sieboldii (Makino) Hatus. (Syn.: Castanopsis cuspidata var. sieboldii (Makino) Nakai): Von den zwei Varietäten kommt eine nur auf den Nansei-Inseln vor und die andere ist von Südkorea bis ins zentrale und südliche Japan verbreitet.[6]
- Castanopsis subuliformis Chun & C.C.Huang: Sie gedeiht in Lorbeerwäldern in Höhenlagen von 700 bis 900 Metern in den chinesischen Provinzen Guangdong sowie Guangxi.[1]
- Castanopsis symmetricupulata Luong: Sie kommt in Vietnam vor.[6]
- Castanopsis tcheponensis Hickel & A.Camus: Sie ist in Laos, Myanmar, Vietnam und im südlichen Yunnan verbreitet.[1]
- Castanopsis tessellata Hickel & A.Camus: Sie kommt vom zentralen bis nördlichen Vietnam und im südöstlichen Yunnan vor.[1]
- Castanopsis thaiensis Phengklai: Sie kommt im nördlichen Thailand vor.[6]
- Castanopsis tibetana Hance (Syn.: Castanopsis chengfengensis Hu): Sie gedeiht in Lorbeerwäldern in Höhenlagen unterhalb von 1500 Metern in den chinesischen Provinzen, Fujian, Guangdong, Guangxi, Guizhou, Hunan, Jiangxi, südwestliches Hubei, südöstliches Yunnan, südliches Anhui sowie südliches Zhejiang.[1]
- Castanopsis tonkinensis Seemen: Sie ist im nordöstlichen Vietnam und in den chinesischen Provinzen Guangdong, Hainan, südwestliches Guangxi sowie südöstliches Yunnan verbreitet.[1]
- Castanopsis torulosa Hickel & A.Camus: Sie kommt in Vietnam vor.[6]
- Castanopsis touranensis Hickel & A.Camus: Sie kommt in Vietnam vor.[6]
- Castanopsis tranninhensis Hickel & A.Camus: Sie kommt in Laos vor.[6]
- Castanopsis tribuloides (Sm.) A.DC.: Sie ist vom nördlichen Indien über Nepal, Myanmar, nördlichen Thailand bis ins südöstliche Tibet (nur Mêdog Xian) sowie südwestliche Yunnan verbreitet.[1]
- Castanopsis trichocarpa G.A.Fu (Syn.: Castanopsis hairocarpa G.A.Fu nom. inval.): Sie kommt nur in Hainan vor.[1][8]
- Castanopsis tungurrut (Blume) A.DC. (Syn.: Castanopsis conspersispina Merr.): Sie ist auf der Malaiischen Halbinsel, auf Sumatra sowie im westlichen Java verbreitet.[6]
- Castanopsis undulatifolia G.A.Fu (Sie ist vielleicht ein Synonym von Castanopsis hainanensis Merr.[1]): Sie kommt nur in Hainan vor.[6]
- Castanopsis uraiana (Hayata) Kanehira & Hatusima: Sie gedeiht in Lorbeerwäldern in Höhenlagen von 400 bis 1500 Metern in Taiwan und in den chinesischen Provinzen Fujian, östliches bis nördliches Guangdong, nordöstliches Guangxi, südliches Hunan sowie südliches Jiangxi.[1]
- Castanopsis wallichii King ex Hook.f.: Sie ist auf der Thailändischen Halbinsel und auf dem Malaiischen Archipel verbreitet.[6]
- Castanopsis wattii (King ex Hook.f.) A.Camus (Syn.: Castanopsis hystrix subsp. rufescens A.Camus, Castanopsis rufescens Gamble nom. nud., Castanopsis rufescens (A.Camus) C.C.Huang & Y.T.Chang nom. illeg., Castanopsis tribuloides var. wattii King ex Hook.f.): Sie ist vom nordöstlichen Indien (Assam) über Sikkim bis ins südöstliche Tibet (nur Kreis Mêdog Xian) sowie ins westliche Yunnan verbreitet.[1][6]
- Castanopsis wenchangensis G.A.Fu & C.C.Huang: Dieser Endemit gedeiht im Lorbeerwald nur im Wenchang Xian in Hainan.[1]
- Castanopsis wilsonii Hickel & A.Camus: Sie kommt in Vietnam vor.[6]
- Castanopsis xichouensis C.C.Huang & Y.T.Chang: Dieser Endemit gedeiht im Lorbeerwald in Höhenlagen von 1400 bis 1700 Metern nur im Kreis Xichou Xian in Yunnan.[1]

## Nutzung
Das Holz der meisten Arten wird genutzt. Die wichtigste Arten, die Nutzhölzer liefern sind Castanopsis acuminatissima, Castanopsis argentea, Castanopsis javanica und Castanopsis tungurrut. Handelsnamen sind: berangan, saninten, katia, ko, ko-nam; in Neuguinea oak; in Malaysia chestnut, jertek tangga kata; auf den Philippinen chestnut. Castanopsis-Arten sind gemäß CITES-Regeln (Washingtoner Artenschutzübereinkommen) nicht geschützt.
Die Nüsse vieler Arten sind essbar.